# Аллилизотиоцианат
Аллилизотиоцианат, также аллилгорчичное масло — органическое вещество, непредельный изотиоцианат, сильный лакриматор, обладает жгучим вкусом и специфическим запахом, образуется в результате ферментативного гидролиза тиогликозида синигрина, входящего в состав семян чёрной и сарептской горчицы, а также корней хрена. В очищенном виде довольно токсичен. Раздражающее и слезоточивое действие вещества объясняется его взаимодействием с ионными каналами TRPA1 и TRPV1.

## Синтез
Гидролиз синигрина в нейтральной среде приводит к образованию аллилгорчичного масла.
В безводных средах аллилгорчичное масло получают взаимодействием аллилхлорида и тиоцианата щелочного металла (натрия или калия) при нагревании:
{\displaystyle {\ce {CH_2=CHCH_2Cl + KSCN ->[t] CH_2=CHCH_2NCS + KCl}}}.

## Физико-химические свойства
Представляет собой бесцветную маслянистую жидкость со специфическим резким запахом, плохо растворимая в воде, слабо в этаноле, хорошо в диэтиловом эфире, бензоле. Имеет высокую температуру кипения (150—152 °С). При нагревании до температуры кипения может образовывать токсичные цианоподобные соединения.

## Токсичность
Токсичен. Ирритант — обладает сильным раздражающим и лакриматорным (слезоточивым) действием. Порог восприятия запаха аллилгорчичного масла человеком ~0,0006 мг/л. При бо́льших концентрациях вызывает химический ожог. При попадании на слизистые оболочки также обладает сильно раздражающим эффектом, вызывая чихание, слезотечение и гиперемию, в больших концентрациях возможно поражение роговицы и снижение зрения.
Действие на кожу: в небольших количествах вызывает зуд, покраснение и раздражение, в больших и при длительном воздействии образование волдырей и ожогов II степени. Именно принцип раздражающего или отвлекающего действия аллилгорчичного масла используется в горчичниках.